# Bokurano
Bokurano (japonès: ぼくらの, hepburn: Bokura no, lit. 'Nostre') és un manga japonès de ciència-ficció per Mohiro Kitoh, serialitzat mensualment en Ikki des de 2003; actualment 10 tankōbon han estat publicats per Shogakukan. La sèrie s'ha adaptat com un anime sèrie de televisió dirigida per Hiroyuki Morita i produïda per Gonzo que eixí en 2007, i una novel·la lleugera amb el títol de la sèrie Bokurano: Alternative (ぼくらの〜alternative〜), amb un suplent per Renji Oki pel que fa a la història i els dissenys de personatges del mateix Kitoh.
El manga ha guanyat un premi.

## Argument
Durant un campament d'estiu, 15 xiquets (8 xiquets i 7 xiquetes) trobaren una gruta arran de mar i descobriren les profunditats dels equips de treball i alguns equips electrònics i, més tard, el propietari, un home que es presenta com "Kokopelli". Kokopelli diu ser un programador treballant en un nou joc en el qual un gran robot ha de defensar la Terra contra les invasions exòtiques quinze. Que persuadeix els xiquets a provar el joc i entrar en un contracte. Tots menys un d'ells d'acord, i un moment després es desperten misteriosament en la costa, en la creença del que va passar fou només un somni.
Aqueixa nit, dos robots gegants apareixen de cop i volta en la platja. Una menuda criatura crida a si mateix "Koyemshi" i afirma ser la seua guia. A continuació, els xiquets són teleportats dins el robot. Es troben ja dins de Kokopelli i el control del robot negre amb la finalitat de derrotar a l'enemic blanc robot. Durant la batalla, li dona als xiquets un breu tutorial sobre com posar a prova el robot i mostra com ell destrueix a l'enemic. Una vegada que va acabar, ell els diu als xiquets que estan ara en les seues mans i els envia de nou a la platja. Com els xiquets són teletransportats a cap, un xiquet observa Kokopelli murmurant "Ho sent".
Cada història de Bokurano tendeix a centrar-se exclusivament en un personatge: el pròxim pilot. Comença amb informació bàsica sobre el caràcter i les seues motivacions subjacents, mentre que la creació de la seua batalla. Els episodis es diuen a si mateixos després que el personatge està centrat en.
Takashi Waku és el primer pilot del robot, al que es denomina "Zearth" per Maki Ano. Després de guanyar la lluita, Waku accidentalment cau en el mar per Ushiro Junio El segon pilot, Masaru Kodaka, mor sense contemplacions després de derrotar a la seua oponent. Koyemshi explica als xiquets que s'executa en Zearth força vital, i el cost de cada victòria seria la vida del seu pilot.
Els pròxims dos pilots, Daiichi Yamura i Mako Nakarai, perden la vida de manera similar. Daichi protegeix a un parc de diversions, pel que els seus germans pot anar allí i Nakama Zearth utilitza les habilitats per a ajudar a salvar a un company de classe d'ella. Abans de la seua victòria de la mort, Nakama aconsegueix donar als altres alguns vestits pilot que ella mateixa va cosir. A través de Takami "Komo" Komoda, els militars es troba informació sobre la relació del xiquet amb Zearth, i que es reuneixen per a la seua pròpia protecció. El següent pilot, Isao Kako, es posa massa covard per a lluitar. Chizuru Profunda ho mata, i es converteix en el pròxim pilot. Abans de la lluita contra l'enemic robot, que cerca la seua venjança en qui havia abusat d'ella sexualment. En intentar matar-lo, fou detinguda per la seua germana. Tant la seua vida com la del seu bebè no nascut són presos per Zearth com pague, i va revelar que hi ha altra persona a més de Kana Ushiro que està exempt del pagament del contracte.
Durant la lluita de Kunihiko Moji, es posà de manifest que la cabina Zearth sembla als seus enemics punts febles. Maki, el pròxim pilot, s'adona que estan en un univers desconegut, quan un avió de combat als atacs. Ella Pries obrir el punt feble de l'enemic i revela l'ésser humà dins dels pilots. Koyemshi explica que aquestes batalles són per a eliminar els universos paral·lels.

## Rebuda
L'anime tingué un final que ha sigut criticat de manera negativa. Nick Creamer, d'Anime News Network, criticà favorablement l'anime afirmant que la part negativa és l'animació.